# Елена (име)
Вижте пояснителната страница за други значения на Елена.
Елена е популярно женско лично име. Произходът му е от старогръцки – Ἑλένη.
Етимологията е нееднозначна – обикновено се превежда като „светлина“, „ореол“, „сияние“, но също и като избраница.
Името има твърде древен произход. В омировия епос „Илиада“ „Хубавата Елена“ играе една от централните роли. Впоследствие името става популярно. В християнския свят то се свързва със Света равноапостолна царица Елена, на чийто църковен празник носещите това име празнуват именните си дни (21 май по стар стил).
В различните езици името има различни варианти – Хелена на чешки, датски и др., Хелън на английски, Елен на френски, Илона на унгарски, Лена на руски и т.н.
Името има и мъжки варианти като Еленко, Елен, Елин и Елиан.
Към края на 2009 година Елена е третото по разпространеност женско име в България, носено от около 58 000 души (1,48% от жените). То е и единадесетото най-често използвано женско име за родените през 2007 – 2009 година (0,96%).

## Известни носителки на името
- Хубавата Елена, персонаж от древногръцката митология, героиня на омировата „Илиада“;
- Елена, майка на император Константин I Велики, канонизирана за светица;
- Елена Асенина, българска княгиня и никейска императрица, дъщеря на цар Иван Асен II, съпруга на Теодор II Ласкарис;
- Елена Ангелина, кралица на Сърбия, съпруга на крал Стефан Урош I;
- Елена Глинская, велика московска княгиня, майка на цар Иван Грозни;
- Елена Ивановна, велика литовска княгиня и кралица на Полша;
- Елена Унгарска, кралица на Хърватия;
- Елена Павловна, дъщеря на руския император Павел I;
- Елена Владимировна, велика руска княгиня и гръцка принцеса;
- Елена Петрович Негош, черногорска принцеса и последна кралица на Италия.
- Елена Блаватска, руска писателка, пътешественичка и теософ